# George Finch-Hatton (11e comte de Winchilsea)
George James Finch-Hatton, 11e comte de Winchilsea et 6e comte de Nottingham (31 mai 1815 - 9 juin 1887), titré vicomte Maidstone entre 1826 et 1857, est un pair britannique et un homme politique conservateur. 

## Jeunesse
Né en mai 1815, il est le fils de George Finch-Hatton, 10e comte de Winchilsea et 5e comte de Nottingham (1791–1858) et de sa première épouse Georgiana Charlotte (décédée en 1835), fille de James Graham (3e duc de Montrose) (1755–1836). 

## Carrière
Winchilsea est élu député du Northamptonshire North en 1837, siège qu'il occupe jusqu'en 1841. En 1858, il succède à son père dans le comté et entre à la Chambre des lords. 
Au milieu des années 1860, Lord Winchilsea connait de graves difficultés financières, qui le forcent finalement à quitter sa propriété d'Eastwell Park dans le Kent. Le 4 décembre 1868, des fiduciaires nommés en vertu de la Winchilsea Estate Act (1865) concluent un contrat pour louer Eastwell Park, ainsi que ses meubles et effets, au duc d'Abercorn pour une période de cinq ans. Lord Winchilsea est obligé de quitter la propriété quelque temps avant décembre 1868, et il est officiellement déclaré en faillite le 5 octobre 1870. Eastwell est ensuite occupé par le prince Alfred, duc d'Édimbourg, le deuxième fils de la reine Victoria. 

## Vie privée
Lord Winchilsea se marie deux fois. En 1846, il épouse Constance Henrietta (v. 1831–1878), fille de Henry Paget (2e marquis d'Anglesey). Ils ont un fils et trois filles. 
- Mabel Emily Finch-Hatton (1849-1872), qui épouse William George Eden, 4e baron Auckland (1829-1890)
- Constance Eleanora Caroline Finch-Hatton (1851-1910), qui épouse Frederick Charles Howard (1840–1893), le fils de Henry Howard (2e comte d'Effingham).
- George Finch-Hatton, vicomte Maidstone (1852–1879), mort à l'âge de 27 ans sans enfants
- Hilda Jane Sophia Finch-Hatton (1856-1893)[3], qui épouse Henry Vincent Higgins (décédé en 1928)

Après sa mort en mars 1878, il épouse la cousine germaine de sa première femme, Elizabeth Georgiana (décédée en 1904), fille de Francis Conyngham (2e marquis Conyngham), en 1882. Il n'y a pas d'enfants issus de ce mariage. 
Lord Winchilsea est décédé en juin 1887, âgé de 72 ans. Son fils unique, George Finch-Hatton, vicomte Maidstone, meurt avant lui, et son demi-frère, Murray Finch-Hatton (12e comte de Winchilsea) lui succède. Lady Winchilsea est décédée en février 1904. Lord Winchilsea, son fils et sa deuxième épouse sont enterrés dans le cimetière de l'église maintenant en ruine de St Mary the Virgin à Eastwell Park.